# 이나가키 고로
이나가키 고로(일본어: 稲垣吾郎, 1973년 12월 8일 ~ )는 일본의 가수이자 배우이다. 자니스 사무소 출신으로 도쿄도 출신. 애칭은 고로짱(ゴローちゃん). 팀 내의 이미지 컬러는 본래 핑크이다. 다만, 최근 《SMAP×SMAP》에서는 파랑을 쓰고 있다. 2016년을 끝으로 SMAP가 해산된 후, 개인 활동을 거쳐, 2017년 9월 8일에 쿠사나기 츠요시, 카토리 싱고 등과 자니스 사무소를 퇴소. 2017년 9월 23일에, 새로운 지도라는 공식 홈페이지를 공개하며, CULEN에서 활동할 것임을 공표했다.

## 약력
- 1987년 자니즈 사무소에 입소. 누나가 몰래 사무실에 사진을 보내, "게임기 사줄게"라는 말에 끌려 간 장소가 오디션 회장이었다. 오디션을 본 것은, SMAP의 멤버 기무라 타쿠야, 카토리 싱고와 같은 날이다.[1].
- 1988년 SMAP의 전신 "스케이트 보이즈"의 12명 중에서 선발, SMAP이 결성되었다.
- 1989년 NHK 아침 연속 TV 소설 《청춘 가족》에서 주인공의 남동생 아가와 타이치 역으로 드라마 데뷔. 이듬해 1990년 《안녕 내 사랑 야쿠자》로 영화에도 데뷔한다.
- 1992년 호리코시 고등학교 졸업. 《스무살의 약속》을 통해 드라마 첫 주연을 맡는다. SMAP 최초의 월 9 드라마의 주연이다.
- 1993년 영화로 첫 솔로 싱글 CD 〈If You Give Your Heart〉 발매. SMAP 멤버중에서 첫 솔로 데뷔.
- 1996년 무대 《야곡(夜曲)》으로 연극 첫 주연. 이듬해 1997년은 《히로시마에 원폭을 떨어지던 날》의 주연을 맡았고, 이듬해 히로시마에서 재연까지 한다.
- 1998년 드라마 《소믈리에》에서 소믈리에 역을 맡아 열연을 하였고, 이를 인정 받아 프랑스 보르도 와인으로부터 와인 기사호를 수여받는다.
- 2001년 8월 24일 도쿄도 시부야구에서 이나가키는 주차 금지 도로에 멈춰 있던 승용차를 단속 한 여성 경찰관 3명에게 적발당했다. 사람들이 몰려드는 것을 걱정해 한 여성 경찰관이 다른 곳에 차를 세우도록 했는데 상황을 몰랐던 다른 여성 경관이 차를 막다가 무릎에 접촉한 혐의로, 공무 집행 방해와 도로 교통법 위반(주차 금지)으로 경시청 시부야 경찰서에 현행범 체포된다.[2] 도쿄 지검은 26일 오전, 이나가키의 신병에 대해 상해죄를 포함한 법원에 구금을 청구했으나 인정되지 않았고, 이나가키는 이날 오후 석방된다. 그 사건의 경위에 악성은 보이지 않고, 이나가키 본인은 도망갈 의사가 전혀 없었다는 지검의 판단에 따라 공무 집행 방해와 상해에 대해 기소를 보류해, 같은해 9월 21일에 기소 유예 (불기소) 처분되었다. 이후 2002년 1월 14일까지 약 5개월 동안 예능 활동을 자숙했다.[3]
- 2004년 1월 드라마 《나와 그녀와 그녀가 사는 길》 (쿠사나기 츠요시 주연)의 주제가 〈Wonderful Life〉를 & G(앤지) 명의로 솔로 싱글 CD 발매 오리콘 첫 등장 1위를 획득했다.
- 2006년 영화 《ONE PIECE 기계태엽성의 메카 거병》에 성우로 출연. 같은 해 일본에서 열린 "FINA 싱크로 월드컵"의 공식 서포터로 머메이드 프린스를 맡았다. 이것은 자신의 첫 단독 공식 서포터이다. 2007년에도 "세계 수영 2007"의 공식 서포터로 머메이드 프린스를 맡았다.
- 2010년 영화 《13인의 자객》으로 제23회 닛칸 스포츠 영화 대상·이시하라 유지로상 남우조연상, 제65회 마이니치 영화 콩쿠르 남우조연상을 수상했다.
- 2016년 12월 31일 - SMAP 해산
- 2017년 9월 8일 - 쿠사나기 츠요시, 카토리 신고 등과 자니스 사무소를 퇴소.
- 2017년 9월 23일 - 새로운 지도라는 공식 홈페이지를 공개하며, CULEN에서 활동할 것임을 공표했다.

## 인물·에피소드
- 주연으로 영화·드라마 출연이 많은 SMAP 멤버 중에서도 주연뿐 아니라 조연으로 폭넓게 활동하고 있다. 또한 멤버 중에서도 무대(연극) 출연이 많다.
- 맡은 배역으로는 수재, 소믈리에, 최면 치료사, 변호사, 법의학자 등 전문적인 직업의 역이 많다.
- SMAP 결성 후 춤도 별로 좋아하지 않고, 무엇을 할 수 있을까 고민하던 만 15세 때, 연속 TV 소설 《청춘 가족》에 출연. 공연자의 이시다 아유미와 츠메 예술에 연극을 칭찬 한 것이 자신감을 얻어 이후 배우의 길에 들어 선 전환점이 되었다.[4][5]
- 《스무살의 약속》에서는 만 18세에 월9 드라마의 주연으로 발탁되었다. 또한, SMAP 멤버중에서는 최초 월9 주연을 맡았다.
- 드라마 《소믈리에》에서 스믈리에의 역할을 맡은 것을 계기로, 와인에 대한 지식을 가지고 있다. 이 지식은 수많은 예능 프로그램을 통해 공개되었는데, 타모리의 집에 방문했을 때, 지하실에 늘어선 코르크(마개) 만으로 종목을 맞출 수 있다고 한다.
- 《기동전사 건담》의 열성 팬이며, 우주 세기의 역사에 정통하다.
- 클린트 이스트우드를 좋아해, 어린 시절은 혼자서 클린트가 출연한 영화 《더티 해리》 놀이라는 것을 하였다.
- 평소 요리를 좋아해, 그 실력은 《SMAP×SMAP》을 통해 선보이고 있지만 이외에도 집에서 요리를 만든다.
- 고양이를 좋아해 집에서 고양이를 기르고 있다. 그러나 고양이의 이름은 누구에게도 밝히지 않아, SMAP의 멤버까지도 알지 못한다.
- 기본적으로 SMAP 내에서는 상대적으로 나서지 않는 타입이다. 그러나 약간 엉뚱하고 아줌마스러운 면도 있어서 단독 프로그램에서도 출연자와 대화를 잘 이끌어간다. 대중적으로 나르시스트 이미지가 있지만 실제로는 자타가 공인하는 수다쟁이로 멤버 중에서도 쾌활한 성격이다.
- SMAP의 쿠사나기 츠요시와는 호리코시 고등학교 동급생으로, 이외에 고등학교 동급생에는 나츠카와 리미, 사토 아츠히로, 아카사카 아키라, 사쿠라이 사치코, 타카하시 유미코가 있다.
- SMAP에서 처음 만난 멤버는 카토리로, 1987년 누나에게 이끌려 자니스 사무소 오디션에 가는 도중 (당시 초등학생)의 카토리 싱고와 만났다.[1]
- 춤은 정말 쥐약이다. 모든 춤에서 0.1초씩 느리다. 웨이브를 하지 못한다. 각목이다.
- 《고로디럭스》를 통해 문인들과 친분이 두터워졌고, 소설가 니시 카나코의 집에서 열린 꽃놀이 모임에도 초대돼 참가했다.

## 수상경력
- 《제23회 일간스포츠 영화대상 이시하라 유지로상 남우조연상》- 13인의 자객
- 《제65회 마이니치영화콩쿨 남우조연상》- 13인의 자객
- 《제15회 일본 인터넷 영화대상 남우조연상》- 13인의 자객

## 출연 작품
SMAP의 출연에 대해서는 SMAP#버라이어티 프로그램 문서를 참조하십시오.

#### 버라이어티 프로그램
굵은 글씨는 현재 출연 중인 방송임.
레귤러
- 《WIN》 (NTV)
- 《특명 리서치 200X》 (1997년 1월 - 2002년 1월, NTV) - 다테 토오루 역 /방송 종료
  - 《특명 리서치 200XII》 (2002년 2월 - 2004년 3월, NTV) - 다테 토오루 역 /방송 종료
- 《이나가키 예술관》 (2000년 4월 - 9월, 후지 TV) - 방송 종료
- 《SmaSTATION!》(2001년 10월 - TV 아사히) ※준 레귤러
- 《음악 말로부터》 (2003년 1월 2일, 2003년 4월 - 9월, 후지 TV) - 방송 종료
- 《과학 스페셜 과학 스페셜 '기억의 바다에'》 (2000년 3월 27일 - 30일, 후지 TV) - 방송 종료
- 《과학 스페셜 '시간의 미궁'》 (2001년 2월 12일 - 15일, 후지 TV) - 방송 종료
- 《이나가키 고로의 음악광 시대》 (2002년 3월 4일 - 7일, 후지 TV) - 방송 종료
- 《타모리의 미래 예측 TV》 (2003년 2월 24일 - 27 일, 후지 TV) - 방송 종료
  - 《타모리의 미래 예측 TV-II》 (2004년 2월 21일, 후지 TV) - 방송 종료
- 《정말로 있었던 무서운 이야기》 (2004년 1월 - 3월, 후지 TV) - 방송종료
  - 《정말로 있었던 무서운 이야기 시즌2》 (2004년 10월 - 2005년 3월, 후지 TV) - 방송 종료
  - 《정말로 있었던 무서운 이야기 SP》(2005년 8월 - 후지 TV) - 여름특집으로 8월에 방송
- 《고로의 좁은 길》 (2004년 4월 - 6월, TBS) - 방송 종료
- 《고로의 연가》 (2004년 7월 - 9월, TBS) - 방송 종료
- 《Goro's Bar》 (2004년 10월 - 2009년 3월, TBS) - 방송 종료
- 《Goro's Bar 선물 마이 페어 레이디》 (2009년 4월 - 2010년 3월, TBS) - 방송 종료
- 《와스레부미》 (2003년 10월 - 2010년 3월, 후지 TV) - 방송 종료
- 《GI 고로》 (2010년 4월 5일 - 9월 20일, TBS) - 방송 종료
- 《애수 탐정 1756》 (2010년 10월 14일 - 2011년 3월 24일, TBS) - 방송 종료
- 《고로 디럭스》(2011년 4월 -, TBS)

### 단발 프로그램
- 《쇼팽 2개의 사랑 이야기》 (2001년 2월 10일, NTV)
- 《천재란 무엇인가? 레오나르도 다빈치 (2004년 3월 20일, NTV)
- 《이나가키 고로의 더 공시》 (2004년 8월 4일, TV 아사히)
  - 《이나가키 고로의 더 공시 II 조지 부시 사상 최대의 음모!》 (2005년 2월 19일, TV 아사히)
- 《정말로 있었던 무서운 이야기 (1999년 -, 후지 TV, 금요일 엔터테인먼트·카스페!·토요 프리미엄) - 스토리 텔러
- 《24시간 TV "사랑은 지구를 구한다" 이나가키 고로가 간다! 다트 여행》 (2005년 8월 27일 - 28일, NTV)
- 《FINA 싱크로 월드컵 2006 머메이드 프린스》 (공식 서포터)
- 《2007년 세계 수영 선수권 머메이드 프린스》 (공식 서포터)
- 《카스페! 경찰 밀착 추리 다큐 시리즈》 (2008년 -, 후지 TV) - 네비게이터
- 《역사가 뒤집히는! 나스카에 세계에서 가장 오래된 거대한 피라미드가 출현!》 (2010년 4월 4일 -, TBS) - 네비게이터
- 《우리들의 음악》 (2011년 1월 14일, 후지 TV) - 쿠사나기 츠요시와의 대담
- 《얼마나 먹을 수 있어 파트, 꿈의 SMAP 대결 스페셜!》 (2012년 3월 16일, NTV) - 카토리 싱고와 프로그램
- 《도쿄 대에도 발견 고로켄》(2013년 1월 6일, 후지TV)
  - 《재미있는 잡학검정퀴즈! 고로켄》(2013년 8월 10일, 후지TV)
- 《1위가 아니면 어때》(2015년 1월 25일, 7월 19일 TV도쿄) - 쿠사나기 츠요시와 프로그램

### 텔레비전 드라마
역할의 굵은 글씨는 주연 작품임.
- 《위험한 소년》 III (1988년, TV 도쿄) - 이나가키 고로 역
- 《연속 TV 소설 '청춘 가족'》 1989년, NHK) - 아가와 타이치 역
- 《신춘! 시간이에요 스페셜 "매화의 온천 결혼식은 개그로 가득"》 (1990년, TBS)
- 《학교에 가자!》 (1991년, 후지 TV) - 후지이 토오루 역
- 《성인은 몰라줘》(1992년, 후지 TV) - 제7화·야부키 에이지 역
- 《스무살의 약속》 (1992년, 후지 TV) - 아카기 쥰페이 역
- 《거짓말이라도 좋으니까》 (1993년 요미우리 TV/NTV) - 노가미 후미야 역
- 《대하드라마 '불타오르다'》 - 오다 츄헤이 역
- 《도쿄대학 이야기》 (1994년, TV 아사히) - 무라카미 나오키 역
- 《최고의 연인》 (1995년, TV 아사히) - 요시나가 미치오 역
- 《사랑의 감동 기록 삿짱 거짓말해서 미안해》 (1995년, TBS) - 타카키 마사야 역
- 《BLACK OUT DNA》 (1995년, TV 아사히) - 무토죠 이치로 역
- 《목요일의 괴담 자정의 피》 (1995년, 후지 TV) - 주연
- 《'96 신춘 드라마 스페셜 멋진 가족 여행》 (1996년, 후지 TV) - 키쿠치 타다히로 역
- 《도쿄 SEX 발렌타인 스페셜》 (1996년, 후지 TV) - 스가와라 타츠로 역
- 《연애 전야 한번 만 퍼스트 키스》 (1996년, NTV) - 아라이 유이치 역
- 《사랑이 외치고 있어 행복 찾는 여자》 (1996년, NTV) - 나츠메 쇼우지 역
- 《마지막 가족 여행》 (1996년, TBS) - 키쿠치 타다히로 역
- 《사랑의 편도 승차권》 (1997년, NTV) - 모리 신이치 역
- 《그 남자》 (1997년, 간사이 TV/후지 TV) - 오카모토 토시야
- 《춤추는 대수사선 특별 경계 스페셜》 (1997년, 후지 TV) - 카가미 쿄이치 역
- 《명탐정 아케치 코고로》 - 아케치 코고로 역
  - 《명탐정 아케치 코고로 '그늘 짐승'》 (1998년, TV 아사히) - 아케치 코고로 역
  - 《명탐정 아케치 코고로 '엘리베이터 밀실 살인'》 (2000년, TV 아사히) - 아케치 코고로 역
- 《기묘한 이야기》 - 주연
  - 《기묘한 이야기 98 가을 특별편 '중학교 교사'》 (1998년, 후지 TV)
  - 《기묘한 이야기 SMAP 특별편 '나는 여행을' (2001년, 후지 TV)
  - 《기묘한 이야기 2003 봄 특별편 '얼굴을 훔치다'》 (2003년, 후지 TV)
  - 《기묘한 이야기 2015 25주년 특집 '자신을 믿은 남자'》 (2015년, 후지 TV)
- 《소믈리에》 (1998년, 간사이 TV/후지 TV) - 사타케 조 역
- 《NHK 드라마 '안녕 다섯 카푸치노'》 (1998년, NHK)
- 《산토리 미스터리 대상 스페셜 '심실 세동'》 (1998년, TV 아사히)
- 《금요일 엔터테인먼트 정말로 있었던 무서운 이야기 '대낮에 벨'》 (1999년, 후지 TV) - 다테야마 미치다카 역
- 《위험한 관계》 (1999년, 후지 TV) - 카와세 타카오
- 《싱고마마 드라마 스페셜 '죄송은 -세상을 구한다!》 (2001년, 후지 TV) - 우정출연
- 《최면》 (2000년, TBS) - 사가 토시야
- 《음양사》 (2001년, NHK) - 아베노 세이메이 역
- 《특별 기획 결혼의 조건》 (2002년, TV 아사히) - 쿠라시마 카오루 역
- 《러브코션트 제2장 'Party', 제3장》 (2002년, 후지 TV)
- 《정말로 있었던 무서운 이야기》 (2004년, 후지 TV)
- 《뮤직 in 드라마 별에 소원을》 (2004년, NHK) - 오카모토 히데타 역
- 《이나가키 고로의 긴다이치 고스케 시리즈》 - 긴다이치 고스케 역
  - 《이누가미 가의 일족》 (2004년, 후지 TV) - 긴다이치 고스케 역
  - 《8개의 무덤 마을》 (2004년, 후지 TV) - 긴다이치 고스케 역
  - 《여왕벌》 (2006년, 후지 TV) - 긴다이치 고스케 역
  - 《악마가 와서 피리를 분다》 (2007년, 후지 TV) - 긴다이치 고스케 역
  - 《악마의 공놀이 노래》 (2009년, 후지 TV) - 긴다이치 고스케 역
- 《프리미엄 스테이지 9.11》 (2004년, 후지 TV) - 스기야마 요이치 역
- 《M의 비극》 (2005년, TBS) -안도 마모루 역
- 《아스카에게 그리고 아직 태어나지 않은 아이에게》 (2005년, 후지 TV) - 사와무라 세이지 역
- 《못난이의 눈동자를 사랑해》 (2006년) - 야마구치 오사무 역
  - 《못난이의 눈동자를 사랑해 사랑의 궤적, 사랑의 미래 스페셜 첫 크리스마스 에비짱의 역습》 - 야마구치 오사무 역
- 《아름다운 그대에게~미남♂파라다이스~》 (2007년, 후지 TV) - 제9화·키타하마 노보루 역 ※특별 출연
- 《사사키 부부의 인의없는 싸움》 (2008년, TBS) - 사사키 노리미치 역
- 《정말로 있었던 무서운 이야기 여름 특별편》 (2008년, 후지 TV)
- 《가면 라이더 G》 (2009년, TV 아사히) - 고로/가면 라이더 G 역
- 《여기는 카츠시카구 카메아리 공원앞 파출소》 (2009년, TBS) - 제5화 게스트
- 《트라이앵글》 (2009년, 후지 TV) - 쿠로키 슌 역
- 《유성》 (2010년, TBS) - 마키하라 슈이치 역
- 《불닥터》 (2011년, NTV) - 나쿠라 준노스케 역
- 《헝그리!》 (2012년, 간사이 TV/후지 TV) - 아소 토키오 역
- 《Dr. 검사 모로하시》 - 모로하시 마사시 역
  - 《Dr. 검사 모로하시》(2012년, 후지 TV) - 모로하시 마사시 역
  - 《Dr. 검사 모로하시 II》(2014년, 후지 TV) - 모로하시 마사시 역
- 《노부나가의 셰프》 - 아케치 미츠히데 역
  - 《노부나가의 셰프》 (2013년, TV 아사히) - 아케치 미츠히데 역 ※특별 출연
  - 《노부나가의 셰프 2》 (2014년, TV 아사히) - 아케치 미츠히데 역
- 《심리치료중-in the Room-》 (2013년, NTV) - 텐마 료 역
- 《TAKE FIVE~우리는 사랑을 훔칠 수 있을까~》 (2013년, TBS) - 이와츠키 카이 역
- 《후쿠이에 경부보의 인사》 (2014년, 후지 TV) - 이시마츠 카즈오 역
- 《HEAT》 (2015년, 후지TV) - 히비노 진 역
- 《불쾌한 과실》 (2016년, TV 아사히) - 미즈코시 코이치 역
- 《특명지휘관 고마 아야카》 (2016년, 후지 TV) - 쿠니이 테츠야 역
- 《IQ246~화려한 사건부》 (2016년, TBS) - 우시다 히로히토 역 - 제8화 게스트

### 영화
- 《안녕 내사랑 야쿠자》 (1990년) - 타카나시 타카시 역
- 《개인 교습》 (1993년) - 사토 타케루 역
- 《슛!》 (1994년)
- 《슈퍼 스캔들》 (1996년) - 오오타 토시야 역
- 《패러 사이트 이브》 (1997년) - 오노 타츠 역
- 《최면》 (1999년) - 사가 토시야 역
- 《웃음의 대학》(2004년) - 츠바키 하지메 역
- 《ONE PIECE 기계태엽성의 메카 거병》 (2006년) - 닥터 래칫 역 ※성우에 첫 도전
- 《춤추는 대수사선 THE MOVIE3 녀석들을 해방하라!》 (2010년)
- 《13인의 자객》(2010년) - 마츠다이라 나리츠구 역
- 《벚꽃, 다시 한 번 카나코》(2013년) - 키리하라 노부키 역
- 《오싱》(2013년) - 타니무라 사쿠조(아버지) 역
- 《소녀》(2016년) - 타카오 타카오(아저씨) 역
- 《해수의 아이》(2019년) - 아즈미 마사아키 역
- 《데즈카 오사무의 바르보라》(2019년)

### 무대(연극)
역할의 굵은 글씨는 주연 작품임.
- 《세인트 세이야》 (1991년) - 피닉스 카즈키 역
- 《드래곤 퀘스트》 (1992년) - 벨리알 역
- 《ANOTHER-소년 섬 편-》 (1993년) - 가와시마 타쿠미 역
- 《야곡(夜曲)-tsutomu-》 (1996년, 고베/도쿄) - 다야마 츠토무 역
- 《히로시마에 원폭을 떨어 뜨리는 날》 (1997년) - 딥 야마자키 역
  - 《히로시마에 원폭을 떨어 뜨리는 날 재연》 (1998년, 오사카/도쿄/히로시마) - 딥 야마자키 역
- 《월정도기담(月晶島綺譚)》 (1999년) - 이데 히로오미 역
- 《칠색 잉꼬》 (2000년) - 칠색 잉꼬 역
- 《수수께끼의 하숙인~선셋 아파트》 (2003년, 도쿄/오사카) - 마치다 쿄헤이 역
- 《버지니아 울프 따위 무섭지 않아?》 (2006년) - 닉 역
- 《마법의 만년필》 (2007년, 도쿄/오사카) - 파커 역
- 《코끼리》(2010년) - 남자 역
- 《도련님》(2011년, 도쿄/오사카) - 이노우에 코이치로 역
- 《울보 건방진 이시카와 타쿠보쿠》 (2011년) - 이시카와 타쿠보쿠 역
- 《사랑과 음악》 (2012년, 도쿄/오사카/센다이) - 다시로 유키오 역
- 《VENUS IN FUR》 (2013년, 도쿄/오사카) - 토마스 역
- 《사랑과 음악2 - 나와 그녀는 매니저》 (2014년, 도쿄/오사카) - 마카베 코지 역
- 《NO.9 불멸의 선율》 (2015년, 도쿄/오사카/기타큐슈) - 베토벤 역
- 《사랑과 음악 파이널 - 시간 극장의 기적》 (2016년, 오사카/도쿄) - 기타자와 슈지 역

### 나레이션
- 《미래의 눈동자》 (2000년 4월 - 2001년 3월 TBS)
- 《감동 익스프레스 "시노하라 카츠유키 게타 기행"》 (1999년 1월 15일 후지 TV)
- 《우리의 출발》 (2000년 5월 4일 NHK)
- 《슈퍼 프라이데이 "오토다케 히로타다 스페셜!"》 (2002년 9월 13일 TBS)
- 《북극의 나누》 (2007년) (일본어 버전 나레이션)

### 라디오
- 《안녕 SMAP》 (TOKYO FM 외 JFN 계열)
- 《이나가키 고로의 STOP THE SMAP》 (분카 방송)

## 광고(CM)
- 맨담 "루시"
- 아사히 음료 "바야리스 오렌지"
- 후지 필름
- 니커 위스키 "사이다"
- 산토리 음료 "BOSS"
- 아사히 신문
- 포카 코퍼레이션 "퍼스트 드립"
- 에자키 글리코 "프리츠"
- 닌텐도 - 이나가키 마리오 명의
  - 닌텐도 게임 큐브 전용 소프트웨어 "마리오 카트 더블 대쉬!", "마리오 파티 5"
  - 게임 보이 어드밴스 전용 소프트 "마리오&루이지 RPG"
- 에자키 글리코 "비스키 파이브"
- GMO 인터넷 "9199.jp"
- NTT 동일본 "후렛트 히카리"
- 메이지 제과
- 닛신 식품 "국수 장인" (2004년 -, 2010년 -)
- 오오츠카 제약 "포카리 스웨트" (2007년)
- 오제키 "청주 오제키" (2009년 -)
- 후지 필름 "ASTALIFT" (2011년 -)
- HIS 여행사 "여행 스마" (2012년 -)
- 에루카 샴푸(2013 -)
- 카부닷컴(2014 -)

## CD 솔로
- 〈If You Give Your Heart〉 (1993년 2월 3일) - 솔로 데뷔, 영화 《개인 레슨》 주제가
- 〈Wonderful Life〉 (2004년 3월 10일) - "&G(앤지)" 명의, 드라마 《나와 그녀와 그녀가 사는 길》 주제가

## 도서
- 《마이동풍(馬耳東風)》 (2001년 5월 25일, 슈에이샤) ISBN 978-4-08-333022-3

### 잡지 연재
- 《주간 플레이 보이》 (1995년)
- 《COSMOPOLITAN 일본 판 '마이동풍'》 (1996년 4월 - 2000년 11월호)
- 《anan 【이나가키 고로 시네마 나비! 】》 (2001년 1월 -)